# Передельцы (Москва)
Передельцы — бывшая деревня на юго-западе города Московский Новомосковского административного округа Москвы, в Ульяновском лесопарке.

## История
История села Передельцы насчитывает более четырёх столетий. Во второй половине XVI века село принадлежало думному дьяку Андрею Яковлевичу Щелкалову. В 1613 году его племянник Иван Щелкалов «по отце своем Василье и по матери своей, и по себе вотчину свою село Переделец, а в нём храм страстотерпца Христова Димитрия каменный, да деревню Переделец Большой, а к селу и деревне семь деревень со всеми угодьями» передал Троице-Сергиевскому монастырю.
В «Списке населённых мест» 1862 года указана казённая деревня Передельцы 1-го стана Подольского уезда Московской губернии по правую сторону старокалужского тракта, в 21 версте от уездного города и 41 версте от становой квартиры, при пруде и колодцах, с 71 двором и 435 жителями (205 мужчин, 230 женщин), а также находящийся неподалёку одноимённый погост с православной церковью и 21 жителем (10 мужчин, 11 женщин).
В XIX веке село Передельцы входило в состав Десенской волости Подольского уезда. В 1869 году в селе было 77 дворов и 413 жителей. В 1899 году в селе проживало 484 человека. В конце XIX — начале XX века церковь Георгия Победоносца была реконструирована. Появилась церковно-приходская школа и больница.
По материалам Всесоюзной переписи населения 1926 года — административный центр Передельцевского сельсовета Десенской волости Подольского уезда в 6,5 км от Калужского шоссе и 8,5 км от станции Внуково Киево-Воронежской железной дороги, проживало 545 жителей (243 мужчины, 302 женщины), насчитывалось 104 крестьянских хозяйства, имелись школа и больница.
В 1931 году в деревне был организован колхоз.
С 1929 до 1987 гг. — населённый пункт Московской области в составе Красно-Пахорского района (1929—1946); Калининского района (1946—1957); Ленинского района (1957—1960, 1965—1987); Ульяновского района (1960—1963); Ленинского укрупнённого сельского района (1963—1965), при этом с 1977 по 1983 год Передельцы были административным центром Филимонковского сельсовета.
Решением Московского областного исполнительного комитета № 301 от 5 марта 1987 года деревня Передельцы Московского сельсовета была исключена из учётных данных Ленинского района Московской области.
Одно из садоводческих товариществ (СНТ), приписанных к городу Московский, носит название упразднённой деревни.
Сохранилось сельское кладбище, на котором есть могила декабриста Владимира Сергеевича Толстого, имеющая статус памятника истории федерального значения. На месте церкви установлен памятный крест.

## Храм великомученика Георгия
В конце XIX — начале XX века церковь Георгия Победоносца была реконструирована. Появилась церковно-приходская школа и больница.
В конце 1930-х годов церковь была снесена.
Священники:
- Михаил Иванов (ум. 1787)[9]
- благочинный Андрей Стефанов (Бахтеяров) (ок. 1753-1822) - до своей смерти[9][10][11]
- Иоанн Яковлев (ок. 1792-?) - в 1834[11]
- Сергий Иоанновъ Зерченинов - в 1850[12]